# 奎勒河镇
奎勒河镇，是中华人民共和国内蒙古自治区呼伦贝尔市莫力达瓦达斡尔族自治旗下辖的一个乡镇级行政单位。

## 行政区划
奎勒河镇下辖以下地区：
奎勒河社区、奎勒河村、乾安村、利民村、北兴村、北方村、双丰村、兴北村、扎如木台村、友谊村、合力村、富强村、龙山村和振兴村。